# Hyoscyamus muticus
Lulek złoty (Hyoscyamus muticus L.) – gatunek roślin z rodziny psiankowatych. Rośnie dziko w niektórych regionach północnej i zachodniej Afryki (Algieria, Libia, Egipt, Czad, Etiopia, Sudan, Nigeria), na Półwyspie Arabskim, w Jordanii, Syrii i Pakistanie. 

## Znaczenie
M. Zohary, badacz roślin biblijnych zauważył, że występujące w Księdze Jozuego (15,11) hebrajskie słowo שיכרון זהוב oznacza roślinę lulek, ale także jest to nazwa miejscowości Szikron, przez którą dawniej biegła granica ziem należących do plemienia Judy. Wśród 5 gatunków lulków występujących w Palestynie najbardziej pospolity jest lulek złoty, rośnie on m.in. w szczelinach Ściany Płaczu, ale do roślin biblijnych zaliczany jest także Hyoscyamus muticus.